# Тінатін Бокучава
Тінатін Бокучава (нар. 29 травня 1983) — грузинська політикиня, член Єдиного національного руху в парламенті Грузії. Тричі обиралася до парламенту Грузії (2012, 2016, 2020). Навчалася у школі права та дипломатії Флетчера, потім у 2011 році — у коледжі Сміта. У 2009—2011 роках працювала в Національно-демократичному інституті. Лідер жіночого крила Об'єднаного національного руху.